# Haveluy
Haveluy är en kommun i departementet Nord i regionen Hauts-de-France i norra Frankrike. Kommunen ligger i kantonen Denain som tillhör arrondissementet Valenciennes. År 2022 hade Haveluy 3 224 invånare.

## Befolkningsutveckling
Antalet invånare i kommunen Haveluy
| Referens: INSEE |